# Vrzići
Vrzići falu Horvátországban, Lika-Zengg megyében. Közigazgatásilag Zengghez tartozik.

## Fekvése
Zengg központjától 13 km-re délkeletre, a Velebit hegység területén fekszik.

## Története
A szerb nemzetiségi falunak 1890-ben 144, 1910-ben 191 lakosa volt. A település  1920-ig Lika-Korbava vármegye Zenggi járásához tartozott. Ezt követően előbb a Szerb–Horvát–Szlovén Királyság, majd Jugoszlávia része lett. Jugoszlávia felbomlása után 1991-ben a független Horvátország része lett. Lakói a honvédő háború során nagyrészt elmenekültek. 2011-ben mindössze 8 lakosa volt.

## Lakosság
| Lakosság változása | Lakosság változása | Lakosság változása | Lakosság változása | Lakosság változása | Lakosság változása | Lakosság változása | Lakosság változása | Lakosság változása | Lakosság változása | Lakosság változása | Lakosság változása | Lakosság változása | Lakosság változása | Lakosság változása | Lakosság változása |
| ------------------ | ------------------ | ------------------ | ------------------ | ------------------ | ------------------ | ------------------ | ------------------ | ------------------ | ------------------ | ------------------ | ------------------ | ------------------ | ------------------ | ------------------ | ------------------ |
| 1857               | 1869               | 1880               | 1890               | 1900               | 1910               | 1921               | 1931               | 1948               | 1953               | 1961               | 1971               | 1981               | 1991               | 2001               | 2011               |
| 0                  | 0                  | 0                  | 144                | 166                | 191                | 187                | 176                | 123                | 137                | 100                | 74                 | 54                 | 39                 | 8                  | 8                  |